# Ігор Іванович (сербський футболіст)
Ігор Іванович (серб. Игор Ивановић; нар. 28 липня 1997, Ягодина, ФР Югославія) — сербський футболіст, атакувальний півзахисник білоруського клубу «Шахтар» (Солігорськ).

## Клубна кар'єра
Ігор Іванович — випускник футбольної академії «Ягодини».
16 серпня 2014 роки півзахисник дебютував у чемпіонаті Сербії у поєдинку з «Црвеною Звездою». У сезоні 2014/15 років взяв участь ще в одному матчі першості. 23 вересня 2015 року Ігор відзначився першим забитим м'ячем, зрівнявши рахунок у поєдинку з «Воєводиною». У серпні 2017 року перейшов до іншого сербського клубу, «Напредака» (Крушевац), в якому виступав до кінця 2019 року.
Наприкінці грудня 2019 року підписав контракт з білоруським «Шахтарем». Дебютував у футболці солігорського клубу 28 березня 2020 року в переможному (2:0) виїзному поєдинку 2-го туру Вищої ліги проти «Городеї». Ігор вийшов на поле на 46-ій хвилині, замінивши Дарко Бодула. Дебютним голом у футболці «гірників» відзначився 29 квітня 2020 року на 58-ій хвилині переможного (4:2) домашнього поєдинку кубку Білорусі проти «Динамо-Берестя». Іванович вийшов на поле в стартовому складі та відіграв увесь матч. Першим голом у Вищій лізі Білорусі відзначився 14 червня 2020 року на 8-ій хвилині нічийного (2:2) виїзного поєдинку 13-го туру проти борисовського БАТЕ. Ігор вийшов на поле в стартовому складі, на 84-ій хвилині отримав жовту картку та був замінений на Аздрена Луллаку.

## Кар'єра в збірній
Викликався до складу юнацької збірної Сербії (U-18). 18 червня 2014 року вийшов на поле в товариському матчі проти однолітків з Австрії (єдиний матч атакувального півзахиника на міжнародному рівні).

## Досягнення
«Шахтар» (Солігорськ)
- Білоруська футбольна вища ліга
  -  Чемпіон (2): 2020, 2021
- Суперкубок Білорусі
  -  Володар (1): 2021

«Тобол»
- Кубок Казахстану
  -  Володар (1): 2023
- Суперкубок Казахстану
  -  Володар (1): 2024